# Eligio Insfrán
Eligio Insfrán (Asunción, Paraguay; 27 de octubre de 1935) es un exfutbolista de Paraguay que jugaba la posición de delantero.

## Carrera

### Club
Jugó toda su carrera con el Club Guaraní de 1953 a 1967, equipo con el que fue campeón nacional en dos ocasiones.

### Selección nacional
Jugó para Paraguay en 14 ocasiones de 1955 a 1963 y anotó un gol en la Copa América 1959 de Ecuador; y también participó en la Copa Mundial de Fútbol de 1958 en Suecia.

## Logros
- Primera División de Paraguay (2): 1964, 1967